# Pseudosuberites sadko
Pseudosuberites sadko är en svampdjursart som beskrevs av Koltun 1966. Pseudosuberites sadko ingår i släktet Pseudosuberites och familjen Suberitidae. Inga underarter finns listade i Catalogue of Life.